# Adri Middag
Adriaan (Adri) Middag (Zwolle, 24 januari 1973) is een Nederlandse roeier. Hij nam tweemaal deel aan de Olympische Spelen, maar won hierbij geen medailles.
In 1996 maakte hij zijn debuut op de Olympische Spelen van Atlanta. Hier werd bij de dubbel-vier tiende in een tijd van 5:55.15. Vier jaar later op de Olympische Spelen van Sydney moest hij bij de Holland Acht genoegen nemen met een achtste plaats.
Middag is lid van ASR Nereus. Hij studeerde economie en financieel management.

## Palmares

### roeien (dubbel-vier)
- 1995: 5e WK - 6.17,75
- 1996:10e OS - 5.55,15
- 1998: 5e Wereldbeker II - 5.49,91
- 1998:10e Wereldbeker III - 6.10,87
- 1998:11e WK - 6.11,27

### roeien (acht met stuurman)
- 1999: 4e Wereldbeker I - 5.46,49
- 1999:  Wereldbeker III - 5.26,58
- 1999: 5e WK - 6.10,54
- 2000:  Wereldbeker I - 5.59,25
- 2000: 8e Wereldbeker III - 5.42,29
- 2000: 8e OS - 5.36,63

Pieter van Andel · 
Joris Loefs · 
Sander van der Marck · 
Adri Middag
Geert Cirkel · 
Geert-Jan Derksen · 
Gerritjan Eggenkamp · 
Gijs Kind · 
Adri Middag · 
Peter van der Noort · 
Nico Rienks · 
Niels van der Zwan · 
Merijn van Oijen (stuurman)